# نهر أتراتو

أنهار كولومبيا. يجري نهر أتراتو في أقصى شمال غرب البلاد بالقرب من الحدود مع بنما

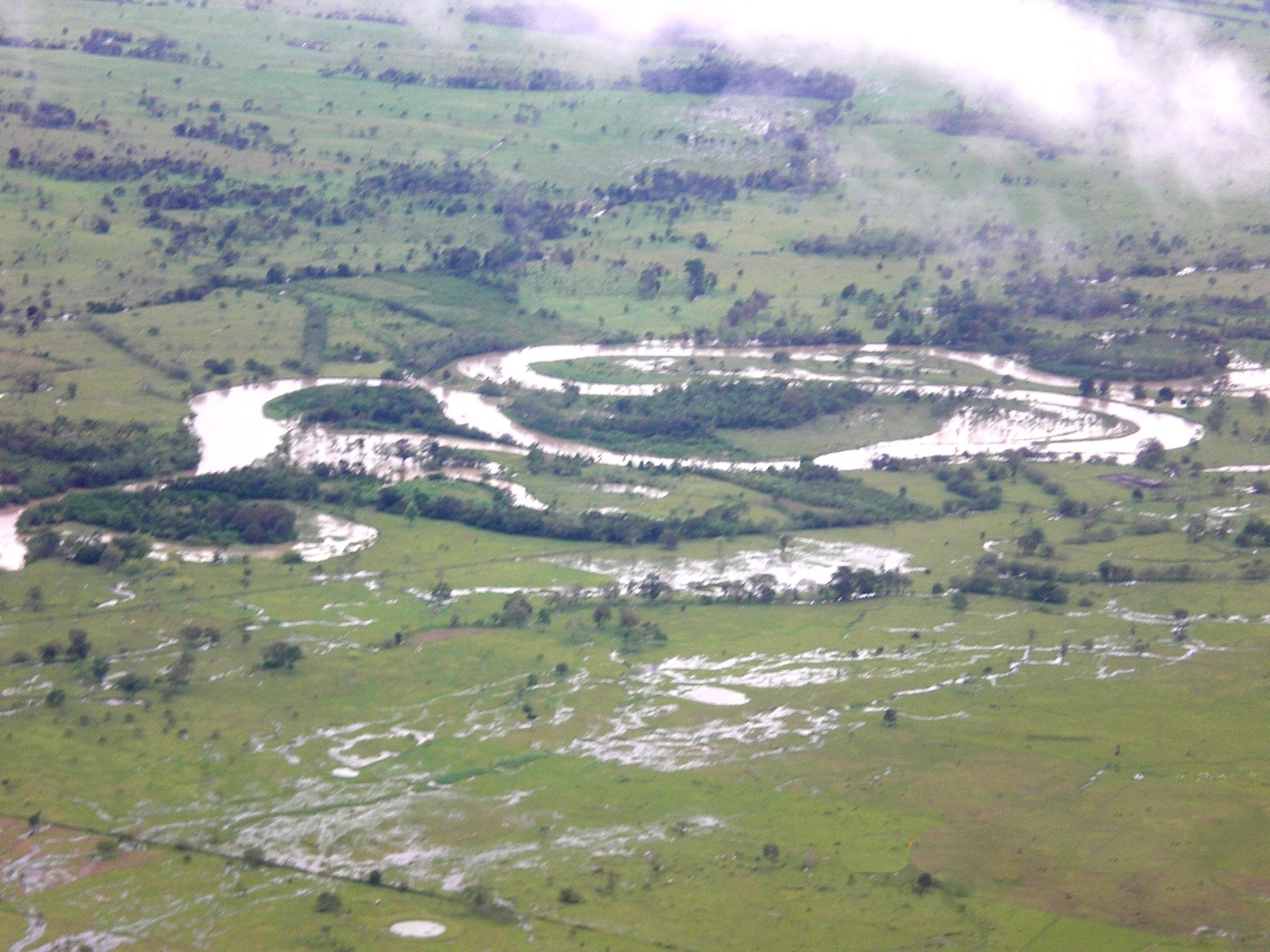
نهر أتراتو

نهر أتراتو (بالإسبانية: Río Atrato)‏ هو نهر يجري شمال غرب كولومبيا. يرتفع في سفوح جبال كوردييرا الغربية ويجري شمالاً نحو خليج دارين حيث يكوّن دلتا مستنقعية. 
يعتبر مساره جزءاً من أراضي تشوكو، ويشكّل الحدود مع أنتيوكيا. ويبلغ طول النهر حوالي 650 كيلو متر.
يتدفق نهر أتراتو في وادٍ ضيق بين كورديليرا والسلسلة الساحلية، ويتلقى روافد قصيرة فقط، أهمها نهر ترواندو ونهر سوكيو ونهر موري. تقع مناجم تشوكو للذهب والبلاتين على مجرى النهر، لذا تحمل رمال النهر تبر الذهب.
جذب نهر أتراتو الاهتمام كونه طريق محتملاً لقناة اسثميان لكن تم التخلي عن هذه الخطط لصالح قناة بنما.